# Fagraea elliptica
Fagraea elliptica är en gentianaväxtart som beskrevs av William Roxburgh. Fagraea elliptica ingår i släktet Fagraea och familjen gentianaväxter. Inga underarter finns listade i Catalogue of Life.